# Mic dejun englezesc
Micul dejun englezesc (în engleză full English breakfast, English breakfast sau fry-up) este un mic dejun tradițional britanic. În general, este compus din ouă ochiuri, fasole boabe în sos de tomate, bacon englezesc, cârnați black pudding, roșii și ciuperci. Se servește alături de pâine prăjită și ceai ori cafea.

## Istoric
Micul dejun englezesc cunoscut astăzi în spațiul anglofon drept „full breakfast” (în traducere „mic dejun complet”) a fost documentat încă din Epoca victoriană în cartea „Book of Household Management”, scrisă de Isabella Beeton's în anul 1861. În acea perioadă ingredientele necesare pentru prepararea sa erau accesibile în mod constant doar pentru familiile înstărite, acest mic dejun luând amploare în rândul maselor engleze circa 100 de ani mai târziu.